# Consolidated (groupe)
Pour les articles homonymes, voir Consolidated.
Consolidated est un groupe américain de rock alternatif, originaire de San Francisco, en Californie.

## Histoire
Le groupe se forme au début de l'année 1988 à San Francisco, en Californie, après que chacun des membres fondateurs se soit senti insatisfait des autres projets musicaux dans lesquels il avait été impliqué,. La formation originale de Consolidated se composait d'Adam Sherburne (guitare et chant, précédemment chanteur d'Until December), Mark Pistel (samples, séquenceurs et claviers/synthétiseurs), et Philip Steir (batterie). En 1990, ils sortent leur premier album The Myth of Rock, et font une tournée en Amérique du Nord avec Meat Beat Manifesto l'année suivante.

## Discographie
- 1989 : ¡Consolidated! (EP) (Zoth Ommog, Muzic Research, Nettwerk)
- 1990 : The Myth of Rock (Nettwerk, I.R.S.) (no 24 du CMJ Radio Top 150[6])
- 1990 : Dysfunctional EP (Nettwerk, I.R.S.)
- 1990 : This Is a Collective (EP) (Nettwerk, I.R.S.)
- 1991 : Friendly Fa$cism (Nettwerk, I.R.S.)
- 1991 : Brutal Equation (EP) (Nettwerk, I.R.S.,)
- 1991 : Unity of Oppression (EP) (Nettwerk, I.R.S.)
- 1991 : This Is Fascism (EP) (Nettwerk, I.R.S.)
- 1991 : Play More Music (Nettwerk, I.R.S.)
- 1992 : Tool and Die (EP) (Nettwerk, I.R.S.)
- 1992 : You Suck / Crackhouse (EP) (Nettwerk, I.R.S)
- 1993 : Warning: Explicit Lyrics (EP) (Nettwerk, I.R.S.)
- 1994 : Business of Punishment (London/PolyGram) (no 28 du CMJ Radio Top 150[7] no 53 des UK Albums[8])
- 1994 : Butyric Acid 12" (London/PolyGram)
- 1997 : Dropped (G7 Welcoming Committee)
- 1999 : Tikkun (Survivor Demos) (Orchard Records)
- 2000 : The End of Meaning (Consolidated Artists)
- 2003 : Free Music or Stockpiled Death
- 2005 : Free Music! Stop America!
- 2007 : Fock Songs: Music from the Fockumentary « Free Music! Stop America! » (EP)
- 2012 :  2012: The End of Times, The End of Bands (sous Ha! Ha! Assclown!)
- 2012 : The Sound of How People Could Be to Each Other (sous Free Music! Stop America!)
- 2021 : We're Already There
- 2023 : We're Already There (Remixes)
- 2024 : Too Much Music! '22-'24